# ソルタヴァラ
座標: 北緯61度42分 東経30度40分 / 北緯61.700度 東経30.667度

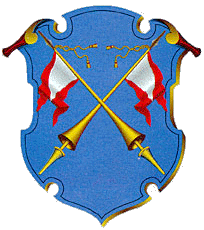
ソルタヴァラの市章

ソルタヴァラ（ロシア語: Сортавала, Sortavala, フィンランド語・カレリア語: Sortavala, スウェーデン語: Sordavala）は、ロシア連邦・カレリア共和国の町。人口は1万4867人（2021年）。カレリア共和国の南西部、ラドガ湖の北端に位置し、町の北西にはフィンランドとの国境が走る。サンクトペテルブルクからは北へ259 km、ペトロザヴォーツクからは西へ287 km 。

## 歴史

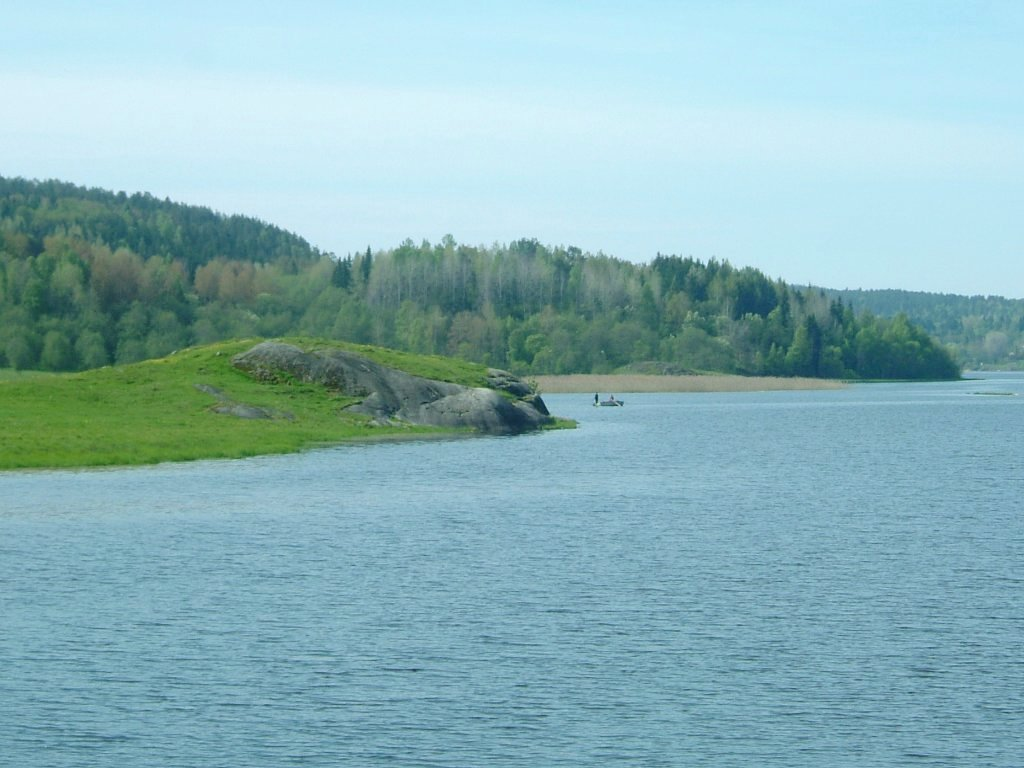
ソルタヴァラ付近のラドガ湖

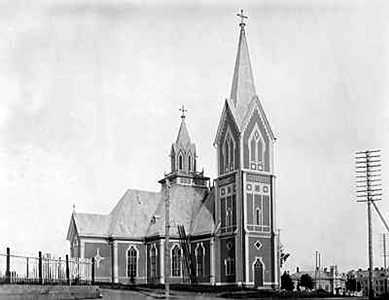
フィンランド領時代のソルタヴァラのルーテル派教会（1927年撮影）

ソルタヴァラの地は、スウェーデンの古文書の1468年の条において文献に初出する。ロシアの文書では、セルドボリ（Сердоболь, Serdobol）の名で1500年に初めて言及される。集落の歴史は1582年に遡り、ロシア大動乱期のイングリア戦争（1610年-1617年）によりスウェーデンへ割譲された。現在に続く市の建設は1632年ごろと考えられる。
1721年のニスタット条約により古フィンランド（Old Finland, Vanha Suomi、カレリアの大部分）がロシア帝国へ割譲されたときにソルタヴァラもロシア領となり、ロシア語でセルドボリと呼ばれるようになった。セルドボリは1783年にエカチェリーナ2世の地方改革で再び市の地位を与えられ、サンクトペテルブルクやその付近の宮殿建設のための大理石や花崗岩採掘で知られるようになった。1812年、古フィンランドを管轄するヴィープリ県は、新設されたフィンランド大公国の一部となった。
1917年にはフィンランドはロシアから完全独立しソルタヴァラはフィンランド領となったが、冬戦争ではソ連軍の空襲で被害を受け、モスクワ講和条約（1940年3月）によりカレリアの大半とともにソ連へ割譲された。このとき住民もみなフィンランドへ立ち退いた。1941年から1944年の継続戦争ではカレリアの大半をフィンランドが取り返しソルタヴァラ市民も家へと戻ったが、1944年のモスクワ休戦協定で1940年の国境が画定し、市民は再度フィンランドへ立ち退きソルタヴァラは無人になった。戦後はソ連各地から移住した市民により市街が再建された。

## 町の概況

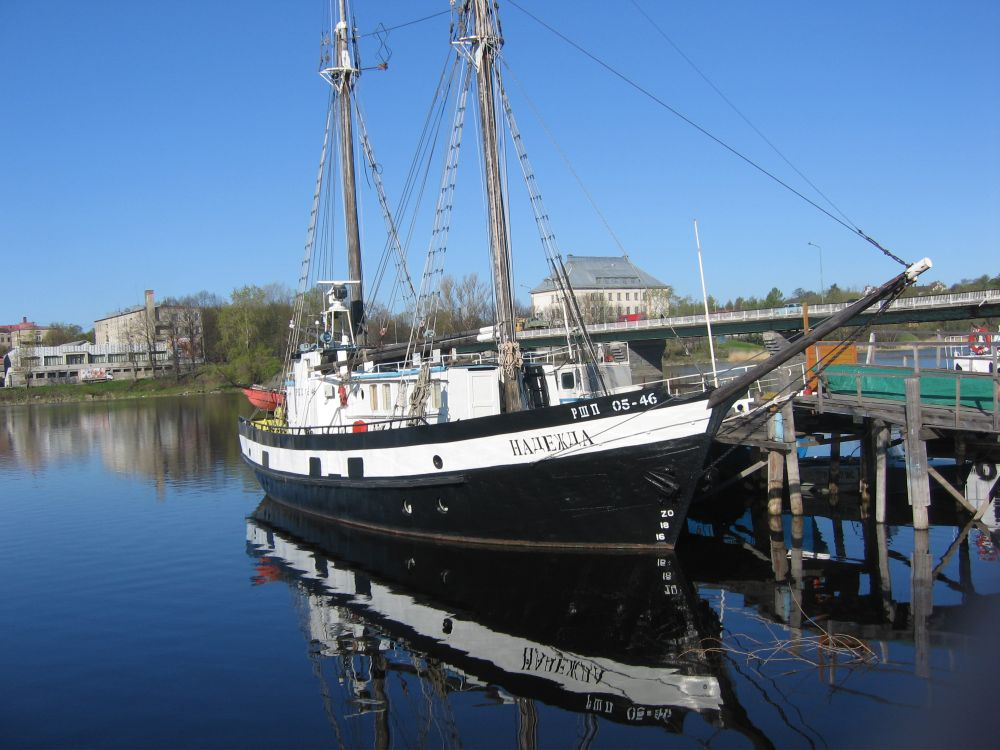
ソルタヴァラの港

ソルタヴァラ付近のラドガ湖は大きな島々や入江が複雑に入り組んでおり、ソルタヴァラは入江の一番奥にある。町には港があり、19世紀はサンクトペテルブルクへの船便が多く出ていた。現在はラドガ湖に浮かぶヴァラームへの観光客や巡礼がここから船に乗っている。
19世紀末に建設されたカレリア鉄道（北カレリアのヨエンスーからラドガ湖の北西を経てヴィープリ（現在のヴィボルグ）港に至る）がこの町を通っている。
1940年までの期間、ソルタヴァラの南西に続くラドガ湖畔地方はカレリア地峡北部でも人口が希薄な地域で、住民のほとんどはカレリア人だった。ソルタヴァラ市街には20世紀初頭から戦間期にかけてフィンランド人により建てられた店や公共の建物が並び、アール・ヌーヴォーやフィンランド民族ロマン主義やモダニズム建築などの優れた建物も見所である。

## 出身者
- エイラ・ヒルツネン - 彫刻家
- アールネ・ユーティライネン - 軍人
- 渡邉シーリ - 音楽家-指揮者、渡邉暁雄の実母
- ユリヨ・コッコ-獣医師-小説家
- オイリ・タンニネン - 絵本作家

## 姉妹都市
- フィンランド、 ヨエンスー